# Erik Terkelsen
Erik Terkelsen (født 3. juli 1926 i Esbjerg, død 1. juli 2006 smst.) var en dansk fodboldspiller.

## Fodboldkarriere
Han begyndte som ung at spille fodbold i FDF og blev efterfølgende medlem af Esbjerg KFUM. Som 16-årig skiftede han til Esbjerg fB. Han var en stor spiller i Esbjerg og han blev med det høje kampantal på 382 kampe fra 1945-61, placerede på en sjetteplads over flest klubkampe i Esbjerg fB. Han nåede således akkurat at få del i klubbens første danske mesterskab i 1961, selv om han indstillede karrieren midt i sæsonen.
Erik Terkelsen fik en enkelt ungdomslandskamp i 1949, inden han debuterede på A-landsholdet året efter, hvor han spillede venstre half i en kamp mod Norge. Det var dog først i 1952, at han blev fast mand, men i højre side, da den venstre allerede var optaget af Steen Blicher. Terkelsen spillede alle tre kampe, Danmark fik ved OL 1952 i Helsinki. Han fik yderligere nogle kampe i 1952-1953, hvorpå han efter en pause på tre år sluttede han sin karriere på A-landsholdet med yderligere tre kampe i 1956-1957. I alt spillede han 17 kampe på A-landsholdet samt to B-landskampe. Knud Lundberg havde respekt for Terkelsen og betegnede ham som en "vandbærer i stjerneklasse", idet han især var imponeret af hans enorme arbejdskraft.

## Civilt liv
Erik Terkelsen var murer, og det gav ham – naturligt nok – navnet "Murer", som han blev kendt under.
Han var med til at bygge bl.a. Sædding Kirke og EfB's klubhus.
Han var hele sit liv bosat i Esbjerg med sin kone Margit. Sammen havde de to døtre, hvoraf den yngste blev gift med Ole Madsen, der ligesom svigerfaderen kom på A-landsholdet.
Erik Terkelsen døde blot to dage før sin 80 års fødselsdag på Esbjerg sygehus.